# Архангельское (Херсонская область)
Арха́нгельское (укр. Архангельське) — посёлок в Высокопольской поселковой общине Бериславского района Херсонской области Украины.

## История
Возле села находится курган бронзового века.
Основано в 1810 году переселенцами из Черниговской и Полтавской губерний.
В 1859 году в здесь проживало 2017 человек, насчитывалось 315 дворов. По состоянию на 1886 год в селе Александровской волости количество жителей возросло до 2510 человек, насчитывалось 458 дворов, была православная церковь Св. Архангела Михаила (располагалась на территории современного дома культуры), 5 лавок, школа; в селе проходило 4 ярмарки в год и базары по средам.
Во время Голодомора 1932—1933 годах умерло по меньшей мере 76 жителей.

## Население
В январе 1989 года численность населения составляла 2303 человек.
На 1 января 2013 года численность населения составляла 1906 человек.

### Языковой состав
Родной язык населения по данным переписи 2001 года:
| Язык       | Численность, чел. | Доля     |
| ---------- | ----------------- | -------- |
| Украинский | 2 189             | 97,16 %  |
| Русский    | 50                | 2,22 %   |
| Другое     | 14                | 0,62 %   |
| Итого      | 2 253             | 100,00 % |